# Регионален исторически музей (Кърджали)
Вижте пояснителната страница за други значения на Регионален исторически музей.
Регионалният исторически музей в Кърджали съществува от 1963 година.

## Сграда
Разположен е в старинна триетажна сграда, архитектурен паметник на културата, построена в началото на 1920-те години и първоначално предвидена за мюсюлманско духовно училище. В началото на 1980-те сградата е адаптирана за музейни цели по проект на архитект Елена Кондева.

## Експозиция
Музеят съдържа над 45 хиляди експоната, проследяващи живота в Източните Родопи от най-дълбока древност до началото на 20 век, събрани в три колекции, тематично обособени в отдели „Археология“, „Природа“, „Етнография“. Към регионалния музей функционира и художествената галерия „Станка Димитрова“, която се помещава в сградата на някогашен конак.
Отдел „Археология“ се намира на първия етаж на музея и разполага с 9 зали и общо 600 m² експозиционна площ. Съхранява археологически находки от неолита до късното българско средновековие. Отделът представя възстановка на праисторически дом с колекции оръдия на труда, праисторическа идолна пластика и предмети на бита. Показани са още тракийски оброчни плочки, бронзова пластика, сграфито керамика, средновековни монети, накити и църковни утвари.
Отдел „Природа“ се помещава в четири зали на втория етаж на експозиционна площ от 300 m².
В отдела са изложени природни образци от живата и неживата природа на Източните Родопи, хербарии на редки и защитени растения, вкаменелости от морски обитатели, сбирки от рудни минерали, нерудни суровини, геоди и скъпоценни камъни. Показани са фотоси на някои от природните забележителности на региона: „Каменната сватба“, „Каменните гъби“, „Вкаменената гора“, „Счупената планина“, „Дяволският мост“ и други.
Отдел „Етнография“ се намира на последния, трети етаж. На площ от 600 m² в 9 зали е представен животът в Източните Родопи от края на 19 век до 50-те години на 20 век. Отделът съдържа възстановки на мандра, на въглищарска, папукчийска и абаджийска работилница; изложени са предмети, свързани с основните поминъци на населението в региона, както и традиционни народни носии и накити.

## Галерия
Художествената галерия „Станка Димитрова“ е снована през 1961 година като филиал на Националната художествена галерия, и се обособява като самостоятелна институция през 1967 година. Разположена е в старинна сграда, строена и ползвана за турски конак. Галерията съхранява колекция от икони на самобитни родопски и тракийски зографи, както и значителни творби на някои от най-известните български художници: Владимир Димитров-Майстора, Ярослав Вешин, Стоян Венев, Кирил Цонев, Бенчо Обрешков, Сирак Скитник, Стефан Иванов, Васил Захариев, Константин Щъркелов, Дечко Узунов, Данаил Дечев, Светлин Русев, Вера Недкова, Атанас Нейков, Виолета Дечева, Лика Янко, Михалис Гарудис и др.